# 京都府廳
京都府廳（日语：／ Kyōto fuchō ?）是日本京都府的行政機關，成立於1868年，與大阪府廳並列為日本僅有的兩個「府廳」（府政府）。
「廳」為日本對地方最高行政機關之稱呼，華文對此習稱「政府」，如對「東京都廳」稱「東京都政府」。在「京都府廳」的場合，華文有以日語漢字直稱「府廳」者，也有逕稱「京都府」者。

## 歷史
- 1868年　成立京都府，府廳舍位神泉苑西。第一任知事為長谷信篤[5]。
- 1879年　成立府議會，員額95名。
- 1885年　府廳舍移至現址。
- 1889年　成立京都市，施行市知事由府知事兼任之《市制特例》。
- 1898年　廢止《市制特例》，京都市與京都府為二分離組織。
- 1904年　府廳舍（現舊館）完工，為歐式風格建築。
- 1927年　日本《普通選舉法》施行後第一次府議會議員選舉（員額41名）。
- 1947年　第一次府知事選舉，由木村惇當選。
- 1948年　設置府公安委員會、教育委員會。
- 1963年　府立綜合資料館開館。
- 1976年　制定府章、府旗。
- 1982年　制定府體育獎。
- 1983年　制定府文化獎。
- 2001年　啟建新京都府綜合計畫
- 2004年　府廳舍舊本館竣工100週年，列為日本國家重要文化財產[6]。
- 2010年　策劃「新京都府環境基本計画」、新政府營運方針「明日的京都」

## 府廳組織
- 知事
  - 副知事（政務官，共3名）
    - 知事部局（9部、1局、3室、96課(室)、4中心、75地域機關(含地方公營企業)）[7]
    - 企劃調整機關（5個）
    - 行政委員會（9個）

### 知事直轄
- 知事本局 - 企劃理事、知事室長、職員長、會計管理者
  - 企劃理事：京都災防兼危機管理、推展地域構想[8]
  - 知事室長：祕書課、廣報課、國際課
  - 職員長：給與厚生課、人事課、總務事務中心
  - 會計管理者：會計課(-山城、南丹、中丹、丹後、警察5會計室)

### 府廳部局
有4廣域振興局、9部。
- 廣域振興局(4振興局、2府稅出張所)
  - 山城廣域振興局
    - 山城廣域振興局山城南府税出張所

  - 南丹廣域振興局
  - 中丹廣域振興局
    - 中丹廣域振興局中丹西府税出張所

  - 丹後廣域振興局
- 總務部 - 總務調整課、政策法務課、財政課、稅務課、自治振興課、入札課、府有資產活用課
- 政策企劃部 - 文化廳移轉準備室、企劃總務課、行政經營改革課、情報政策課、戰略企劃課、計劃推進課、企劃統計課。
- 府民生活部 - 人權啟發推進室、府民總務課、防災消防企劃課、災害對策課、原子力防災課、安心‧安全造街推進課[10]、府民力推進課、男女共同參劃課、青少年課、府民綜合案內‧相談中心、消費生活安全中心
- 文化體育部[11] - 文化體育總務課、文化政策課(-府立植物園、府立綜合料館)、文化藝術振興課、文化交流事業課、體育振興課(-府立體育館)、體育設施整備課、文教課、大學政策課(-公立大學法人)
- 環境部 - 環境總務課、能源政策部、循環型社會推進課、自然環境保全課、地球溫暖化對策課、公營企劃課、建設整備課、水環境政策課(-流域下水道事務所-洛西、洛南、宮津灣、木津川上流4淨化中心)。
- 健康福祉部 - 健康福祉總務課、高齡者支援課、醫療保險政策課、復健支援中心、福祉‧援說課、障害者支援課、少子化對策課、育兒政策課、家庭支援課、健康對策課、醫療課(-急救醫療情報中心、府立洛南醫院、府立看護學校)、生活衛生課(-動物愛護中心)、藥務課。
- 勞工勞動觀光部 - 綜點就業支援室、產業勞動總務課、商業‧經營支援課、地域商業課、製造業振興課、特區‧創新課、染織‧工藝課、產業立地課、海外經濟課、文化學術研究都市推進課（其他語言）、勞動‧雇用政策課、創造人力資源推進課[12]、觀光振興課、廣域觀光戰略課。
- 農林水產部 - 農政課、農村振興課、經營支援‧領導者育成課、食品安心‧安全推進課、流通‧品牌戰略課、農產課、畜產課、水產課、林務課、模範森林‧全國育樹祭推進課(-府立林業大學校)、森林保全課。
- 建設交通部 - 監理課(-土木事務所)、指導檢查課、用地課、道路計劃課、道路建設課、道路管理課、港灣局(-港灣企劃課、港灣施設課)、交通政策課、河川課(-大野水壩綜合管理事務所)、砂防課、都市計劃課、建築指導課、住宅課、營繕課。

### 企劃調整機關
設有5企劃調整機關。
- 京都府行政經營改革推進本部：提升行政效率與品質、府有資産活性化等行政改革事務
- 京都府綜合調整會議：土地、治水、大規模公共施設建設、交通運輸等事務
- 京都府人權啟發調整會議：人權推展等事務
- 京都府公害對策会議：公害、自然環境等事務
- 京都府公害對策技術者會議：公害對策的研究、企劃、調整等事務

### 行政委員會
- 京都府教育委員會
- 京都府公安委員會 - 京都府警察本部(下轄25警察署)[14]
- 京都府收用委員會
- 京都府選舉管理委員會
- 京都府監査委員
- 京都府人事委員會
- 京都府勞動委員會
- 京都府海區漁業調整委員會
- 京都府内水面漁場管理委員會

## 交通
- 京都市營地下鐵：鄰近烏丸線丸太町車站[15]
- 京都市營公共汽車：在「府廳前」站
- JR京都線：二條車站、京都車站

## 周邊環境
周邊有晴明神社、元離宮二條城、京都御苑、京都府立醫科大學等建築地標。